# Xavier Henry
Xavier Henry (* 15. März 1991 in Gent, Belgien) ist ein US-amerikanischer Basketballspieler, der zuletzt bei den Los Angeles Lakers in der NBA unter Vertrag stand. Aktuell steht er bei den  Santa Cruz Warriors in der NBA-Entwicklungsliga D-League unter Vertrag.

## College
Henry galt während seiner High-School-Zeit als einer der größten Talente des Landes. Zunächst sagte er der University of Memphis zu, nachdem deren Headcoach John Calipari das Team verließ, verkündete Henry seinen Wechsel an die University of Kansas. In seinem ersten Spiel für „Jayhawks“ brach Henry mit 27 Punkten den Rekord für die meisten Punkte für einen Freshman im ersten Spiel. Henry beschloss nach nur einem Jahr das College zu verlassen und sich für den NBA-Draft anzumelden.

## NBA
Beim NBA-Draft 2010 wurde Henry an 12. Stelle von den Memphis Grizzlies ausgewählt. Er konnte sich jedoch in Memphis nicht durchsetzen und wurde nach einem Jahr zu den New Orleans Hornets transferiert. Auch bei den Hornets gelang es ihm nicht, sich in die Rotation zu spielen, so dass er nach zwei Jahren New Orleans verlassen musste. Am 5. September 2013 unterschrieb Henry einen Vertrag bei den Los Angeles Lakers. Bereits in seinem ersten Spiel erzielte Henry mit 22 Punkten einen Karriererekord und verhalf damit den Lakers zu einem 116:103 über die Los Angeles Clippers. Aufgrund von Verletzungen absolvierte Henry nur 43 Spiele, erzielte dabei 10 Punkte pro Spiel. Henry wurde am 28. Dezember 2014 von den Lakers entlassen.